# 대전대학교 천안한방병원
대전대학교 천안한방병원은 충청남도 천안시 서북구에 위치한다. 대전대학교 한의과대학 부속 한방병원이다.

## 같이 보기
- 대전대학교
- 한의과대학